# Rio Paraíba do Meio
Le rio Paraíba do Meio est une rivière brésilienne de l'État de l'Alagoas.

## Géographie
De 122 km de longueur, son bassin versant est de 3 330 km2